# Eixtràimel

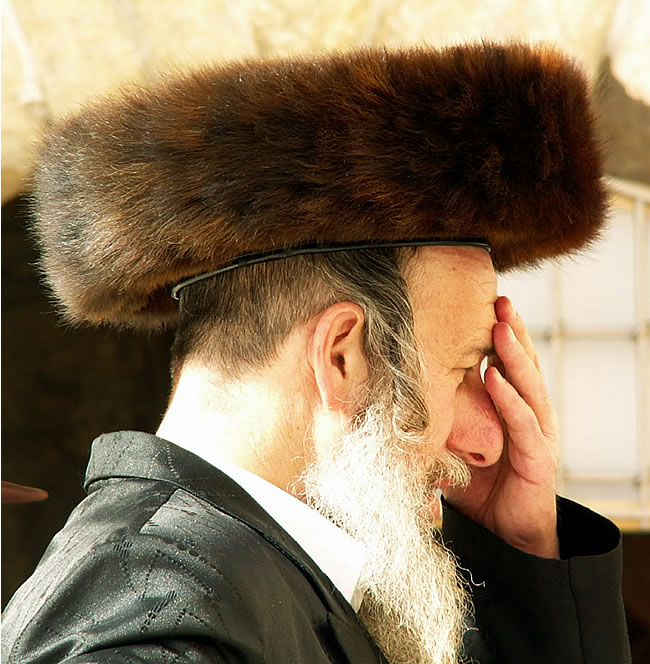
Home amb eixtràimel

L'eixtràimel (del jiddisch שטרײַמל, shtraiml) és una lligadura de pell que duen molts jueus haredins casats, entre altres els hassídics, per xabbat o durant altres festivitats jueves. L'eixtràimel es compon d'una banda circular de vellut envoltada de pell. Se sol dur després de casar-se, tot i que en moltes comunitats Peruixim els nois el duen després de la bar mitsvà. Per a fabricar-lo es fa servir la pell de gibelina canadenca o russa, la de fagina i fins i tot la de guineu grisa. L'eixtràimel és la peça més cara de la indumentària hassídica, ja que pot arribar fins als 4500 euros. Generalment, és el pare de la núvia qui compra l'eixtràimel del nuvi per al casament.